# Maria Elena Bjornson
Maria Elena Viviane Eva Bjørnson (n. 16 februarie 1949, Paris – d. 13 decembrie 2002, Londra) a fost o scenografă franceză de teatru de origine norvegiană și română.  
Era pe jumătate româncă.
Mama ei, Mia Prodan, era originară din Cluj și făcuse studii la Sorbona. Tatăl ei a fost un om de afaceri norvegian, Bjørn Bjørnson, al cărui bunic era dramaturgul câștigător al Premiului Nobel pentru literatură, Bjørnstjerne Bjørnson. 
Maria Elena Bjornson a făcut scenografia pentru musicalul Fantoma de la Operă, în regia lui Andrew Lloyd Weber pentru care a obținut, în 1988, două premii Tony, pentru costume și decoruri.